# Ернст Фердинанд (Брауншвайг-Волфенбютел-Беверн)
Ернст Фердинанд фон Брауншвайг-Волфенбютел-Беверн (на немски: Ernst Ferdinand von Braunschweig-Wolfenbüttel-Bevern; * 4 март 1682, Остерхолц; † 14 април 1746, Брауншвайг) от род Велфи, е херцог на Херцогство Брауншвайг-Люнебург и на Брауншвайг-Беверн (1735 – 1746), основател на велфската линия Брауншвайг-Беверн.

## Живот
Той е петият син на херцог и княз Фердинанд Албрехт I (1636 – 1687) и съпругата му ландграфиня Кристина фон Хесен-Ешвеге (1648 – 1702) от Дом Хесен, дъщеря на ландграф Фридрих фон Хесен-Ешвеге.
На 1 май 1706 г. той постъпва като полковник в пруската войска. През декември същата година наследява брат си близнак Фердинанд Христиан († 1706) като духовник (пропст) на манастирите „Св. Блазиус“ и „Св. Цириакус“ в Брауншвайг. През 1711 г. той става генерал-майор и напуска военната служба през 1713 г.
На 4 август 1714 г. Ернст Фердинанд се жени за Елеонора Шарлота от Курландия (1686 – 1748), дъщеря на Фридрих II Казимир Кетлер.
Той получава през 1735 г. като paragium Беверн, част от Княжество Брауншвайг-Волфенбютел, от брат си Фердинанд Албрехт II. Умира през 1746 г. в Брауншвайг. Основаната от него млада линия Брауншвайг-Беверн умира със сина му Фридрих Карл Фердинанд през 1809 г.
- Ернст Фердинанд
- Елеонора Шарлота от Курландия (1686 – 1748)
- Дворец Беверн, 2012 г.

## Деца
Ернст Фердинанд и Елеонора Шарлота имат 13 деца:
- Август Вилхелм (1715 – 1781)
- Кристина София (1717 – 1779) ∞ маркграф Фридрих Ернст фон Бранденбург-Кулмбах (1703 – 1762)
- Фридерика (1719 – 1772)
- Георг Лудвиг (1721 – 1747)
- Ернестина (1721)
- Фридрих Георг (1723 – 1766)
- Амалия (1724 – 1726)
- Карл Вилхелм (1725)
- Фридрих Август (1726 – 1729)
- Мария Анна (1728 – 1754)
- Фридрих Карл Фердинанд (1729 – 1809), датски генерал-фелдмаршал
- Йохан Антон (1731 – 1732)